# Bradwell-on-Sea
Pour les articles homonymes, voir Bradwell.
Bradwell-on-Sea est un village de l'Essex, en Angleterre, situé sur la rive sud de l'estuaire de la Blackwater, à 30 km à l'est de Chelmsford. Au recensement de 2011, il comptait 863 habitants.
Il abrite la Chapelle de Saint-Pierre-sur-le-Mur (en), qui est l'une des plus anciennes églises britanniques, construite vers 653 par Cedd, l'évangélisateur des Saxons de l'Est qui ont donné leur nom à l'Essex.

## Toponymie
À l'époque romaine, le village était un fort de la côte saxonne, portant le nom d'Othona (en). Les Anglo-Saxons l'appelaient Ithancester. 
Le village s'est ensuite appelé Bradwell juxta Mare, Bradwell-next-the-Sea, et Bradwell near the Sea.

## Histoire

### Antiquité
Les Romains ont envahi la Grande-Bretagne en 43 avant notreère et ont établi de nombreuses colonies dans l'Essex. Ces colonies en ont fait de riches attraits pour les Saxons et les Francs qui sont arrivés par drakkars pour piller les zones côtières. Pour combattre cette menace, les Romains fondèrent 9 forts sur la côte est, y compris celui de Bradwell pour protéger les abords de la Colne et de la Blackwater. Ce fort a été appelé Othona et son rôle défensif a duré 200 ans.
Le fort était carré avec des murs de 12 pieds d'épaisseur. Une motte a été élevée autour du fort, habitée par une force d'auxiliaires appelés les Fortenses qui utilisaient des bateaux pour surveiller le rivage et rester en contact avec le reste de l'armée à Richborough et Boulogne.
Rares sont les vestiges du fort romain, bien que la zone en soit toujours identifiable. Portus Adurni (en), le fort de Porchester, est comparable et reste heureusement en bon état.

### Moyen Âge
Saint Cedd fonda un monastère dans les vieux murs en 653. De cet établissement religieux subsiste aujourd'hui la Chapelle de Saint-Pierre-sur-le-Mur (en), l'une des plus anciennes églises de Grande-Bretagne. De là, le saint poursuivit l'évangélisation de l'Essex. Une école primaire, la St Cedd's C. of E. Primary School, porte son nom.

### Seconde Guerre mondiale

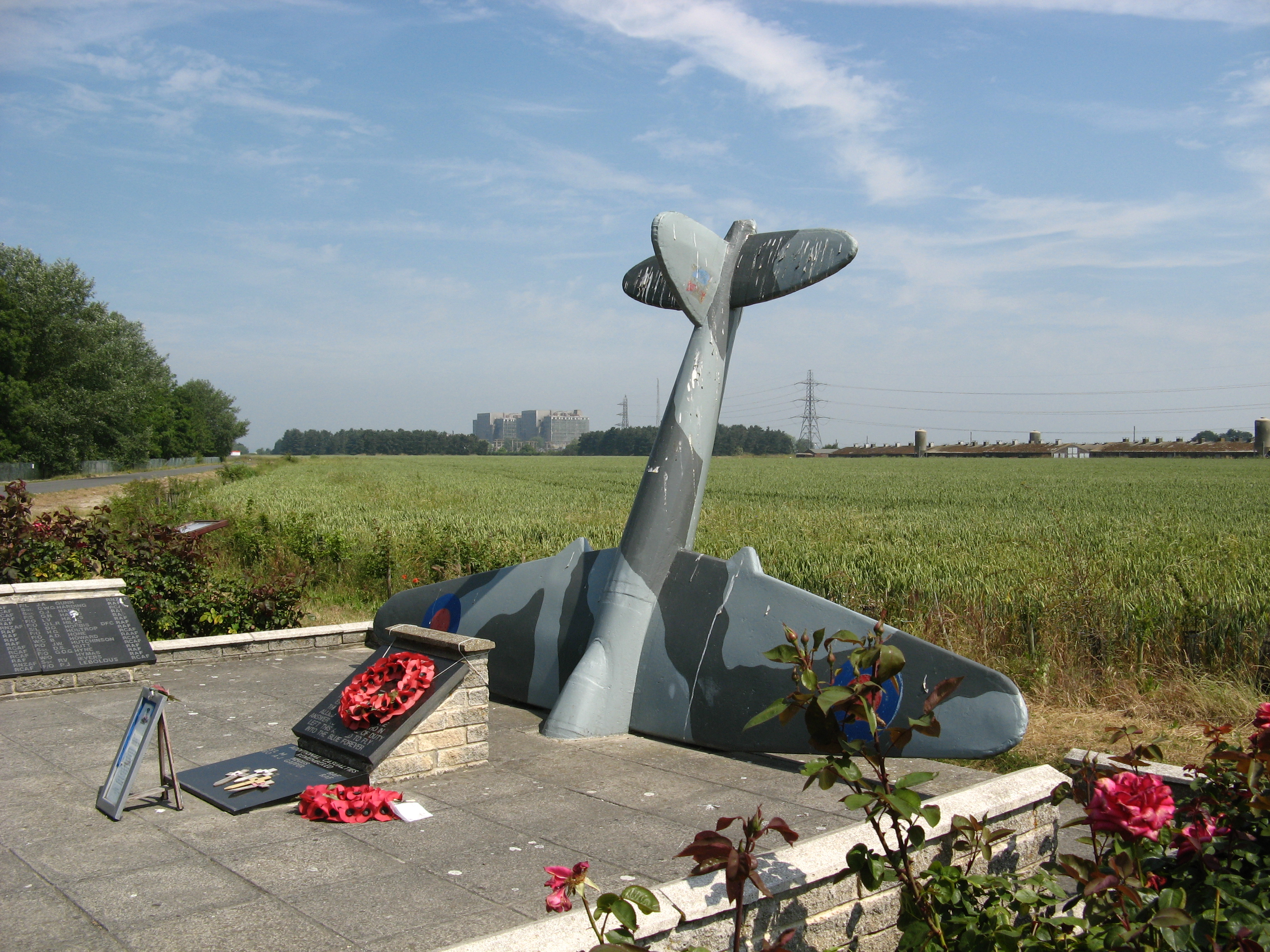
Mémorial de la RAF.

Pendant la Seconde Guerre mondiale, le terrain d'aviation situé au nord-est de Bradwell Waterside (en) était une base de première ligne, nommée RAF Bradwell Bay (en). Avant ce conflit, une petite piste en herbe existait déjà pour le ravitaillement et le réarmement des appareils utilisés par les pilotes s'exerçant au tir et aux bombardements dans les champs de tir des marais de Dengie, situés à proximité. En 1941, l'aérodrome a été agrandi et trois pistes en béton ont été coulées. Comme il était tout près de la côte, et que beaucoup d'appareils en difficulté y atterrissaient, il a été muni du système FIDO (Fog Investigation and Dispersal Operation), installé pour aider les pilotes à trouver un atterrissage en toute sécurité par temps de brouillard.
De nombreux escadrons de chasse nocturne y ont été basés, volant d'abord avec le Douglas Havoc, puis avec le de Havilland Mosquito, l'avion de combat multirôle, omniprésent à cette époque. L'aérodrome a également été utilisé comme un point de départ pour les escortes longue distance des raids aériens sur l'Allemagne. Des appareils tels que le Spitfire et le Mustang nord-américain l'ont fréquenté. Un mémorial récent, sous la forme d'un de Havilland Mosquito écrasé, a été placé près de l'aérodrome en souvenir de tous ceux qui ont perdu leur vie pour la défense de la Grande-Bretagne au cours de la Seconde Guerre mondiale, et qui étaient affectés sur la base de la RAF de Bradwell Bay.
La centrale nucléaire de Bradwell, construite de 1957 à 1962, a été fermée en 2002.
Le village dispose également d'un très bon club de voile et de loisirs de plein air. 
Le journal local est le Bradwell Bugle,.

## Personnalités locales
- Le bienheureux Thomas Abel (en) (vers 1497–1540), prêtre à Bradwell et martyr sous Henri VIII.
- Sir Henry Bate Dudley (1745–1824), magistrat et auteur dramatique.
- Tom Driberg  (1905–1976), journaliste, homme politique, ecclésiastique et peut-être espion soviétique, élevé à la paierie en 1974, devenant Baron Bradwell.